# Zapalenie wyrostka robaczkowego
Zapalenie wyrostka robaczkowego (łac. appendicitis acuta) – ostre (OZWR) lub bardzo rzadko przewlekłe schorzenie jamy brzusznej spowodowane zapaleniem wywołanym najczęściej zatrzymaniem treści pokarmowej w wyrostku. Jest jedną z najczęstszych przyczyn ostrego bólu brzucha.

## Etiologia
Ostre zapalenie wyrostka robaczkowego jest spowodowane przez niedrożność światła wyrostka. Najczęściej jest to efekt zatkania światła wyrostka małym kamieniem kałowym, a rzadziej rozrostem tkanki chłonnej lub owsicą, dochodzi do wzrostu wydzielania do jego światła, wzrostu ciśnienia i w efekcie do zaburzenia przepływu krwi w jego obrębie, co powoduje jego martwicę. Niedobór błonnika może sprzyjać zapaleniu wyrostka robaczkowego.

## Objawy
Objawy mogą zależeć od ułożenia anatomicznego wyrostka oraz podrażnienia lub niepodrażnienia otrzewnej. Najczęściej jest to ułożenie miednicze, a największe trudności diagnostyczne sprawia ułożenie zakątnicze, gdzie objawy są minimalizowane przez kątnicę.   
Objawy zapalenia wyrostka robaczkowego to:
- silny ból początkowo w nadbrzuszu lub w okolicach pępka, który stopniowo przemieszcza się w okolice prawego dołu biodrowego. Przemieszczenie się bólu jest charakterystycznym objawem zapalenia wyrostka robaczkowego. Jest on spowodowany trzewnym charakterem bólu, który następnie zmienia charakter na somatyczny. Ból ma charakter narastający.
- nudności i wymioty – występują niemal zawsze, charakterystyczne jest występowanie wymiotów dopiero po pojawieniu się bólu brzucha,
- brak łaknienia,
- nieznacznie podwyższona temperatura ciała do 38 °C, gorączka powyżej 38 °C przemawia przeciw rozpoznaniu,
- przyspieszone tętno,
- bolesność uciskowa w punkcie McBurneya, gdy otrzewna nie jest podrażniona,
- obrona mięśniowa i ból po zwolnieniu ucisku – objaw Blumberga, w przypadku podrażnienia otrzewnej,
- objaw Jaworskiego,
- objaw Rovsinga,
- objaw zasłonowy,
- zatrzymanie gazów i stolca,
- bolesność podczas badania per rectum (przez odbytnicę),
- częste oddawanie moczu – gdy wyrostek znajduje się w okolicy miednicy mniejszej.

## Typy zapalenia wyrostka robaczkowego
- ostre proste zapalenie
- zapalenie ropowicze
- zapalenie zgorzelinowe
- perforacja wyrostka

## Diagnostyka
W przypadku podejrzenia zapalenia wyrostka robaczkowego wykonuje się badanie morfologii krwi i badanie ogólne moczu. 
- leukocytoza w granicach 10000–15000/mm³,
- badanie ultrasonograficzne – pokazuje średnicę wyrostka robaczkowego i grubość ściany,
- RTG przeglądowe jamy brzusznej.

## Rozpoznanie
Rozpoznanie jest ustalane na podstawie wywiadu i badania klinicznego; badania dodatkowe, w tym USG, nie stanowią podstawy rozpoznania.

## Leczenie

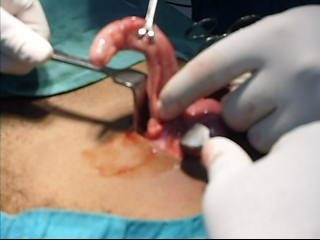
Chirurgiczne usunięcie wyrostka robaczkowego

W leczeniu zapalenia wyrostka robaczkowego wykonuje się zabieg appendektomii, czyli usunięcia wyrostka robaczkowego. Zabieg ten można przeprowadzić klasycznie lub metodą laparoskopową. 
W przypadku wystąpienia tak zwanego nacieku okołowyrostkowego, leczenie jest zachowawcze i polega na podawaniu antybiotyków, środków przeciwzapalnych, a w pierwszych dobach leczenia ścisłej diecie i nawadnianie dożylne. 
W niepowikłanym ostrym zapaleniu wyrostka robaczkowego alternatywą dla leczenia chirurgicznego jest leczenie antybiotykiem.
OZWR jest najczęstszą chorobą wymagającą interwencji chirurgicznej w obrębie jamy brzusznej u kobiet w ciąży.

## Powikłania
Powikłaniami ostrego zapalenia wyrostka robaczkowego są:
- perforacja – do perforacji najczęściej dochodzi w 2 lub 3 dniu nieleczonej choroby, pojawia się nagły silny ból i nasilenie objawów otrzewnowych,
- naciek okołowyrostkowy – jest to zlepienie pętli jelita cienkiego i sieci większej wokół zwykle perforowanego wyrostka, palpacyjnie stwierdza się dobrze ograniczony guz, który zwykle ustępuje w ciągu kilku tygodni,
- ropień okołowyrostkowy – ropień powstaje w nacieku okołowyrostkowym, powoduje gorączkę 39–40 °C, leukocytozę 15000/mm³ i znacznie przyspieszone tętno.

Perforacja wyrostka u ciężarnej wiąże się z 35% ryzykiem poronienia.

## Rokowanie
Rokowanie w niepowikłanym OZWR jest dobre. Śmiertelność wynosi ok. 0,25%, choć u osób starszych jest znacznie wyższa.

## Klasyfikacja ICD10
| kod ICD10     | nazwa choroby                                                                                  |
| ------------- | ---------------------------------------------------------------------------------------------- |
| ICD-10: K35   | Ostre zapalenie wyrostka robaczkowego                                                          |
| ICD-10: K35.2 | Ostre zapalenie wyrostka robaczkowego z rozlanym zapaleniem otrzewnej                          |
| ICD-10: K35.3 | Ostre zapalenie wyrostka robaczkowego z ropniem otrzewnej                                      |
| ICD-10: K35.8 | Inne i nieokreślone ostre zapalenie wyrostka robaczkowego (bez wzmianki o zapaleniu otrzewnej) |
| ICD-10: K36   | Przewlekłe zapalenie wyrostka robaczkowego                                                     |
| ICD-10: K37   | Nieokreślone zapalenie wyrostka robaczkowego                                                   |